# 정칙 벡터 다발
미분기하학에서 정칙 벡터 다발(正則vector다발, 영어: holomorphic vector bundle) 또는 해석적 벡터 다발(解析的vector다발, 영어: analytic vector bundle)은 복소다양체 위에 정의된, 사영 사상이 정칙 함수인 복소수 벡터 다발이다.

## 정의
{\displaystyle M}이 복소다양체이고, 그 위에 {\displaystyle \pi \colon E\to M}이 복소수 벡터 다발이라고 하자. 그렇다면 {\displaystyle E} 또한 복소다양체를 이룬다. 만약 사영 {\displaystyle \pi }가 복소다양체 사이의 정칙 함수라면, {\displaystyle E}를 정칙 벡터 다발이라고 한다.
마찬가지로, {\displaystyle \pi }의 단면 {\displaystyle s\colon M\to E}가 정칙 함수라면, 이를 {\displaystyle \pi }의 정칙 단면(正則斷面, 영어: holomorphic section)이라고 한다. 정칙 벡터 다발 {\displaystyle E}의 정칙 단면들의 모임은 국소 자유 가군층을 이루며, {\displaystyle {\mathcal {O}}(E)}라고 쓴다. 만약 {\displaystyle E}가 자명한 복소수 선다발 {\displaystyle {\underline {\mathbb {C} }}}라면, {\displaystyle {\mathcal {O}}({\underline {\mathbb {C} }})}는 {\displaystyle M}의 구조층(영어: structure sheaf) {\displaystyle {\mathcal {O}}_{M}}과 같다.

## 연산
정칙 벡터 다발 {\displaystyle \pi \colon E\twoheadrightarrow M}이 주어졌을 때, 정칙 벡터 다발
{\displaystyle \pi ^{*}\colon E^{*}\twoheadrightarrow M}
을 정의할 수 있다. 그 올
{\displaystyle E_{x}^{*}=\hom _{\mathbb {C} }(E_{x},\mathbb {C} )}
은 {\displaystyle E_{x}}의 복소수 쌍대 공간이다.
반면, 정칙 벡터 다발의 켤레 벡터 다발은 일반적으로 정칙 벡터 다발이 아니다.

## 성질
정칙 벡터 다발 {\displaystyle E\to M}의 코호몰로지 {\displaystyle H^{\bullet }(-,{\mathcal {O}}(E))}는 그 해석적 단면들의 층 {\displaystyle {\mathcal {O}}(E)}의 층 코호몰로지다. 이 경우, 낮은 차수의 코호몰로지 군은 다음을 나타낸다.
- {\displaystyle H^{0}(M,{\mathcal {O}}(E))}는 {\displaystyle E}의 해석적 단면들의 덧셈에 대한 아벨 군이다.
- {\displaystyle H^{1}(M,{\mathcal {O}}(E))}는 자명 선다발의 {\displaystyle E}에 대한 확대들의 아벨 군이다. 즉, 다음과 같은 꼴의 짧은 완전열을 이루는 해석적 벡터 다발 {\displaystyle F}들로 구성된다.
{\displaystyle 0\to E\to F\to M\times \mathbb {C} \to 0}

### 정칙 접속
복소다양체 {\displaystyle M} 위의 복소수 매끄러운 벡터 다발 {\displaystyle E\twoheadrightarrow M} 위의 벡터 다발 접속 {\displaystyle \nabla }
이 주어졌다고 하자. 그렇다면, 이는 매끄러운 함수 위에 다음과 같이 작용한다.
{\displaystyle \nabla \colon \Gamma ^{\infty }(\mathrm {T} E)\to \Gamma ^{\infty }(\mathrm {T} ^{*}M\otimes _{\mathbb {R} }E)=\Omega ^{1}(E)}
그런데 복소다양체에서 쌍대접공간 {\displaystyle \mathrm {T} _{x}^{*}M}의 복소화 {\displaystyle \mathrm {T} _{x}^{*}M\otimes _{\mathbb {R} }\mathbb {C} }는 다음과 같이 분해된다.
{\displaystyle \mathrm {T} _{x}^{*}M\otimes _{\mathbb {R} }\mathbb {C} =\mathrm {T} _{x}^{(0,1)*}M\oplus \mathrm {T} _{x}^{(1,0)*}M}
즉,
{\displaystyle \mathrm {T} ^{*}M\otimes _{\mathbb {R} }E=(\mathrm {T} ^{*}M\otimes _{\mathbb {R} }\mathbb {C} )\otimes _{\mathbb {C} }E=(\mathrm {T} ^{(0,1)*}M\otimes _{\mathbb {C} }E)\oplus (\mathrm {T} ^{(1,0)*}M\otimes _{\mathbb {C} }E)}
와 같은 분해가 존재한다. 이에 따라, 벡터 다발 접속 {\displaystyle \nabla } 역시 다음과 같은 두 성분으로 분해된다.
{\displaystyle \nabla ^{(1,0)}\colon \Omega ^{0}(M;E)\to \Omega ^{1,0}(M;E)}
{\displaystyle \nabla ^{(0,1)}\colon \Omega ^{0}(M;E)\to \Omega ^{0,1}(M;E)}
이제, {\displaystyle E}가 정칙 벡터 다발이라고 추가로 가정하자. 그렇다면, 그 단면에는
{\displaystyle {\bar {\partial }}\colon \Omega ^{0}(M;E)\to \Omega ^{0,1}(M;E)}
가 잘 정의된다. (이는 {\displaystyle E}의 국소 자명화에서 모든 전이 사상이 정칙 함수이기 때문이다. 반면, {\displaystyle \partial \colon \Omega ^{0}(M;E)\to \Omega ^{1,0}(M;E)}는 잘 정의되지 않는다. 물론, 만약 {\displaystyle E}가 “반정칙 벡터 다발”일 경우, 반대로 {\displaystyle \partial }이 정의되며 {\displaystyle {\bar {\partial }}}이 정의되지 않는다.) 만약
{\displaystyle \nabla ^{(0,1)}={\bar {\partial }}}
이라면, 접속 {\displaystyle \nabla }를 정칙 접속(영어: holomorphic connection)이라고 한다.

### 에르미트 계량
에르미트 계량 {\displaystyle \langle -,-\rangle }를 갖춘 복소수 벡터 다발 {\displaystyle E\twoheadrightarrow M}의 경우, 에르미트 접속의 개념이 존재한다. 만약 {\displaystyle E}가 추가로 정칙 벡터 다발일 경우, 정칙 접속이자 에르미트 접속인 벡터 다발 접속의 개념을 생각할 수 있다. 이러한 접속은 항상 유일하게 존재하며, 이를 천 접속([陳]接續, 영어: Chern connection)이라고 한다. 천 접속의 곡률은 (1,1)차 복소수 미분 형식이다.
만약 {\displaystyle E}가 켈러 다양체의 정칙 접다발인 경우, 천 접속은 리만 계량으로 유도되는 레비치비타 접속과 같다.
정칙 선다발 {\displaystyle \pi \colon L\to M}의 국소 자명화
{\displaystyle \phi _{i}\colon \pi ^{-1}(U_{i})\to U_{i}\times \mathbb {C} }
가 주어졌다고 하고, 그 전이 함수가
{\displaystyle g_{ij}\colon U_{i}\cap U_{j}\to \mathbb {C} ^{\times }}
라고 하자. 이 경우, 에르미트 계량은 항상
{\displaystyle \langle s,t\rangle (z)=\exp(2a_{i}(z)){\bar {s}}t\qquad \forall s,t\in \Gamma (U_{i},L)}
{\displaystyle a_{i}\colon U_{i}\to \mathbb {R} }
이게 놓을 수 있으며, 에르미트 계량의 조건은
{\displaystyle a_{j}(x)=a_{i}(x)+\ln |g_{ij}|\qquad \forall x\in U_{i}\cap U_{j}}
인 것이다. 이 경우, 천 접속의 곡률은
{\displaystyle F\upharpoonright U_{i}=-{\frac {1}{2}}\mathrm {i} \partial {\bar {\partial }}a_{i}}
로 주어진다.

## 예

### 정칙 접다발
복소다양체 {\displaystyle M}의 접다발 {\displaystyle \mathrm {T} M}을 생각하자. 그 위에 복소구조 {\displaystyle J\colon \mathrm {T} M\to \mathrm {T} M}가 작용하며, 이는 정의에 따라 {\displaystyle J^{2}=-1}을 만족시킨다. 즉,
{\displaystyle J\colon \mathrm {T} M\otimes \mathbb {C} \to \mathrm {T} M\otimes \mathbb {C} }
의 고윳값은 {\displaystyle \pm \mathrm {i} }이며, 이에 의하여
{\displaystyle \mathrm {T} M\otimes \mathbb {C} =\mathbb {T} ^{+}M\oplus \mathrm {T} ^{-}M}
으로 분해된다. 이 경우, {\displaystyle \mathrm {T} ^{+}M}은 정칙 접다발(영어: holomorphic tangent bundle)이라고 하며, 정칙 벡터 다발이다. (반면, {\displaystyle \mathrm {T} ^{-}M}은 일반적으로 정칙 벡터 다발이 아니다.)

### 대수적 벡터 다발
비특이 복소수 대수다양체 {\displaystyle X} 위의 대수적 벡터 다발 {\displaystyle E\twoheadrightarrow X}이 주어졌다고 하자. 그렇다면, 이에 대응되는 복소다양체 {\displaystyle X^{\operatorname {an} }} 및 복소다양체 사이의 정칙 함수 {\displaystyle E^{\operatorname {an} }\twoheadrightarrow X^{\operatorname {an} }}를 취할 수 있다. 이 경우, 이는 정칙 벡터 다발을 이룬다.
반대로, 만약 {\displaystyle X}가 추가로 사영 대수다양체라면, {\displaystyle X^{\operatorname {an} }} 위의 모든 정칙 벡터 다발은 {\displaystyle X} 위의 대수적 벡터 다발에서 유래한다. 이는 가가 정리의 한 경우이다.

### 자명한 다발
복소수 벡터 공간 {\displaystyle \mathbb {C} ^{n}} 위의 자명한 복소수 벡터 다발
{\displaystyle \mathbb {C} ^{m}\times \mathbb {C} ^{n}\twoheadrightarrow \mathbb {C} ^{n}}
은 (자명하게) 정칙 벡터 다발이다.

## 역사
에르미트 정칙 벡터 다발의 천 접속은 천싱선이 도입하였다.

## 같이 보기
- 버코프-그로텐디크 정리
- 세르 쌍대성